# Das Wunder der Heliane

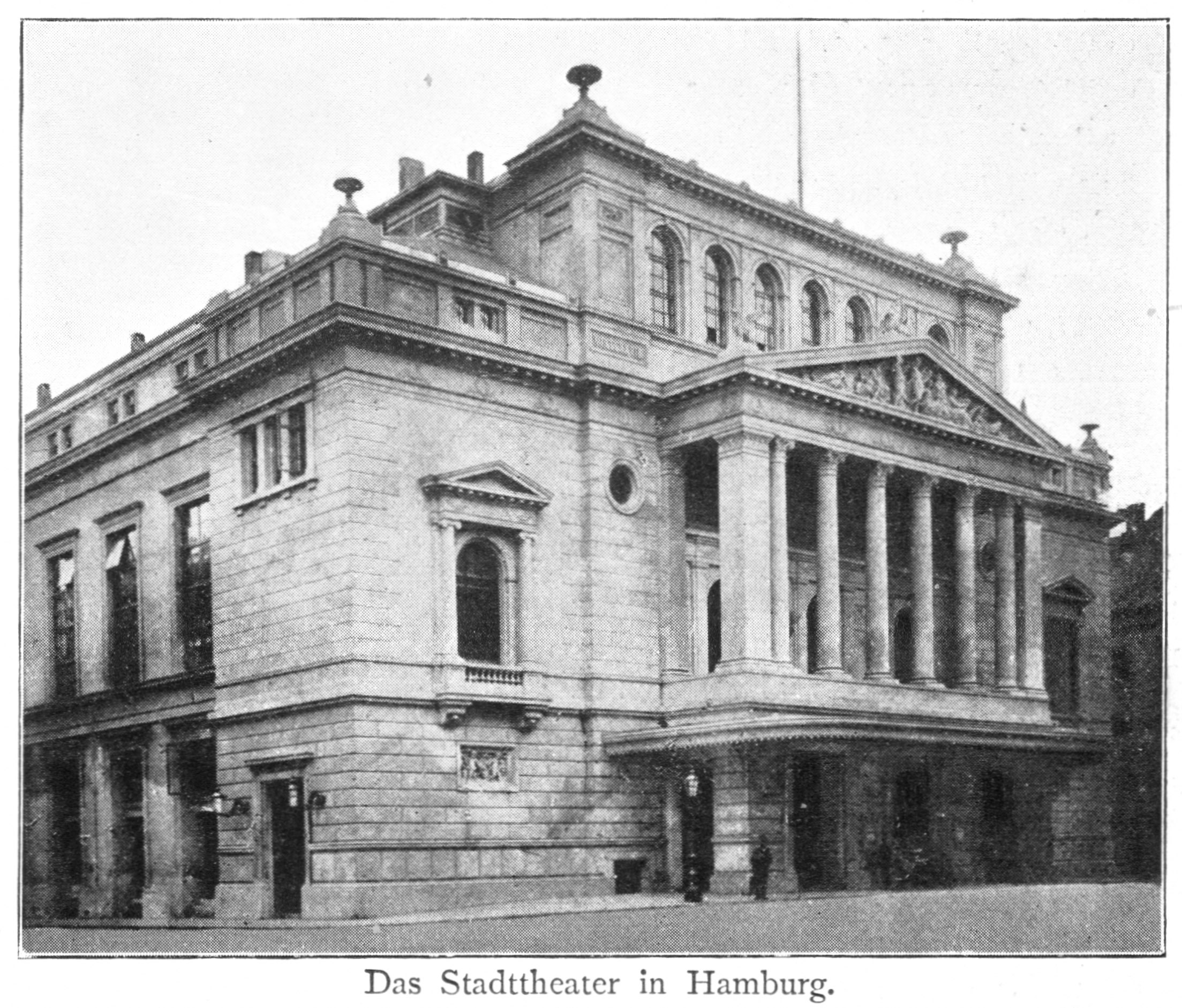
le Stadttheater de Hambourg en 1890 (détruit pendant la guerre 1939-45)

 (octobre 2024).
Si vous disposez d'ouvrages ou d'articles de référence ou si vous connaissez des sites web de qualité traitant du thème abordé ici, merci de compléter l'article en donnant les références utiles à sa vérifiabilité et en les liant à la section « Notes et références ».
Pour les articles homonymes, voir Wunder et Heliane.
Das Wunder der Heliane (Le Miracle d'Héliane) opus 20 est un opéra en trois actes d'Erich Wolfgang Korngold sur un livret de Hans Müller-Einigen d'après un mystère de Hans Kaltneker. Composé de 1923 à 1926, il est créé le 7 octobre 1927 au Stadttheater de Hambourg sous la direction de Egon Pollack.

## Distribution
| Rôle | Voix    | Première, 7 octobre 1927 (Chef d'orchestre : Egon Pollak)                                                               |
| --- | ------- | --- |
| Heliane | soprano | Maria Hussa |
| Le souverain, son mari                                                                                        | baryton | Rudolf Bockelmann |
| l'étranger | ténor   | Carl Günther |
| le messager                                                                                                   | alto    | Sabine Kalter |
| le portier | basse   | Hermann Markowski |
| le juge aveugle                                                                                               | ténor   | Gunnar Graarud |
| le jeune homme                                                                                                | ténor   | Jan Berlik |
| les six juges:                                                                                                |         | Paul Schwarz, Hermann Siegel, Julius Gutmann, Peter Kreuder, Herbert Taubert, Arnold Greve                              |
| les séraphins:                                                                                                |         | Olga Schramm-Tschörner, Franziska von Issendorf, Olga Wiese, Frieda Singler, Sophie Bock, Erna Homann, Janna Maria Balß |
| foule, militaires, porte-flambeaux, joueurs de fanfare, hommes d'église, jeunes guides d'aveugles, partisans. | chœur   | |

## Instrumentation
- quatre flûtes, deux hautbois, un cor anglais, trois clarinettes, une clarinette basse, deux bassons, un contrebasson, quatre cors, trois trombones, trois trompettes, un tuba, glockenspiel, xylophone, gong, tam-tam, triangle, caisse claire, grosse caisse, deux harpes, célesta, piano, orgue, harmonium, guitare, cordes.